# (5205) Servián
(5205) Servián, désignation internationale (5205) Servian, est un astéroïde de la ceinture principale.

## Description
(5205) Servian est un astéroïde de la ceinture principale. Il fut découvert le 11 février 1988 à Kushiro par Seiji Ueda et Hiroshi Kaneda. Il présente une orbite caractérisée par un demi-grand axe de 2,34 UA, une excentricité de 0,04 et une inclinaison de 6,4° par rapport à l'écliptique.

## Compléments